# گروه همگی
گروه همگی (به انگلیسی: EveryOne Group) یک سازمان غیردولتی حقوق بشری است که در سال ۲۰۰۶ تأسیس شد. تعدادی از مدافعان حقوق بشر با به‌کارگیری امکانات شهروندی گرد هم آمدند و هدف شان حفاظت از مهاجران، پناهجویان، پناهندگان، حقوق همجنس‌گرایان و سایر گروه‌های اجتماعی می‌باشد.
این گروه، اغلب در ارتباط با کمیساریای عالی پناهندگی سازمان ملل متحد، یونیسف، پارلمان اروپا و تعدادی از دولت‌ها کار می‌کند. رئیس این گروه روبرتو مالینی است.
گروه همگی در زمینه مبارزه با قاچاق انسان نیز فعالیت می‌کند و فرهنگ برابری، بردباری و مقابله با نژادپرستی، یهودستیزی و همجنس‌گراستیزی را ترویج می‌کند.